# بل ایکس‌پی-۷۶

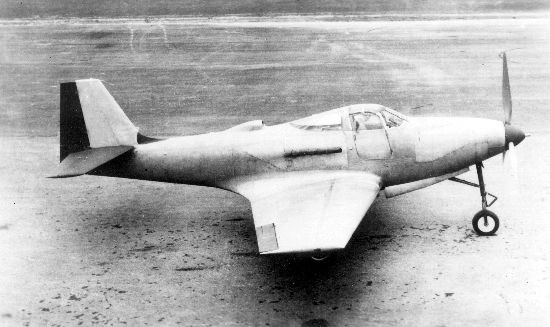
Bell_P-76

بل ایکس‌پی-۷۶ (به انگلیسی: Bell_P-76) یک هواگرد ملخ‌پیشین تک‌موتوره از نوع هواپیمای جنگنده ساخت شرکت بل ایرکرفت است. هواگرد بل ایکس‌پی-۷۶ نخستین پروازش را در ۱۹۴۲ میلادی انجام داد. این هواگرد در سال n/a میلادی رسماً معرفی گردید. در مجموع، تعداد 3 فروند از این هواگرد ساخته شده‌است.